# Пакете, Томаш
Томаш Салвадор Пакете (порт. Tomás Salvador Paquete; 8 сентября 1923, Бисау, колонии Португалии — 25 мая 2009, Лиссабон) — португальский легкоатлет, выступавший в беге на короткие дистанции. Участник летних Олимпийских игр 1948 и 1952 годов.

## Биография
Томаш Пакете родился 8 сентября 1923 года в городе Бисау в Португальской Гвинее (сейчас в Гвинее-Бисау).
Выступал в легкоатлетических соревнованиях за «Бенфику» из Лиссабона. 18 раз становился чемпионом Португалии. Был рекордсменом страны.
В течение карьеры участвовал в 11 международных матчах в составе сборной Португалии.
В 1948 году вошёл в состав сборной Португалии на летних Олимпийских играх в Лондоне. Был заявлен в беге на 100 и 200 метров, но не вышел на старт.
В 1952 году вошёл в состав сборной Португалии на летних Олимпийских играх в Хельсинки. В беге на 100 метров занял в забеге 1/8 финала 5-е место, показав результат 11,45 секунды и уступив 0,36 секунды попавшему в четвертьфинал со 2-го места Дьёрдю Чаньи из Венгрии. В эстафете 4х100 метров сборная Португалии, за которую также выступали Фернанду Касимиру, Эужениу Элеутериу и Руй Майя, в четвертьфинале заняла 6-е место с результатом 43,01 секунды, уступив 1,01 секунды попавшей в полуфинал с 3-го места команде Польши.
Умер 25 мая 2009 года в Лиссабоне.

## Личный рекорд
- Бег на 100 метров — 10,6 (1946)[1]